# Castillo de los Tres Dragones
El castillo de los Tres Dragones (en catalán: Castell dels Tres Dragons) es el nombre popular que recibe el edificio modernista construido entre 1887-1888 como café-restaurante para la Exposición Universal de Barcelona de 1888 por Lluís Domènech i Montaner. Este nombre, probablemente, fue tomado de la obra teatral satírica en dos actos y en verso, de 1865, de Serafí Pitarra.
En 1917 la Junta de Ciencias Naturales del municipio de Barcelona convirtió el castillo en una de las sedes del Museo de Ciencias Naturales de Barcelona, que lo convirtió en 1920 en un museo de zoología. En 2010 el Museo de Zoología de Barcelona cerró sus puertas al público y en 2011 el castillo de los Tres Dragones se convirtió en un fondo de documentación del Museo de Ciencias Naturales, acogiendo de este modo el Laboratori de Natura (Laboratorio de Naturaleza), con laboratorios y espacio de investigación, estudio y conservación de las colecciones.

## Historia
En su momento era uno de los edificios principales de la exposición, y ante él se encontraba el desaparecido Palacio de las Bellas Artes. Se encontraba al final del paseo principal que iba desde el Arco de Triunfo al parque de la Ciudadela. Las obras comenzaron en septiembre de 1887, y sufrieron diversos retrasos, de manera que el 8 de abril, día de la inauguración, aún no estaba listo, retrasándose su apertura hasta el 17 de agosto. Por ese motivo Domènech i Montaner dimitió como arquitecto responsable.
Al finalizar la exposición, el edificio quedó abandonado y, en 1891, el alcalde Joan Coll i Pujol, pidió a Domenech que "terminara la obra" adaptándola toda para acoger un "Museo de la Historia". Domènech instaló un taller de artes industriales vinculadas a la arquitectura, con la posible colaboración de Antoni Maria Gallissà i Soqué y en la adaptación cambió la decoración y añadió motivos heráldicos. La inauguración provisional fue en 1892, para celebrar el cuarto centenario del descubrimiento de América. Posteriormente siguió dedicado a fines museísticos, siendo sucesivamente museo de arqueología, de biología y de ciencias naturales. En el año 1920 albergó el Museo de Zoología de Barcelona, actualmente uno de los cinco pilares del Museo de Ciencias Naturales de Barcelona.
Durante la Guerra Civil estuvo cerrado, sufriendo algunos desperfectos por los bombardeos de la aviación franquista. De 1942 a 1945 fue comedor de Auxilio Social, para ser definitivamente destinado a Museo de Zoología. En los años 1980 fue restaurado por los arquitectos Cristian Cirici, Pep Bonet y Carles Bassó. Hasta 2010 alojó las colecciones de zoología del Museo de Ciencias Naturales de Barcelona, fecha en que fueron trasladadas al Edificio Fórum.

## Descripción

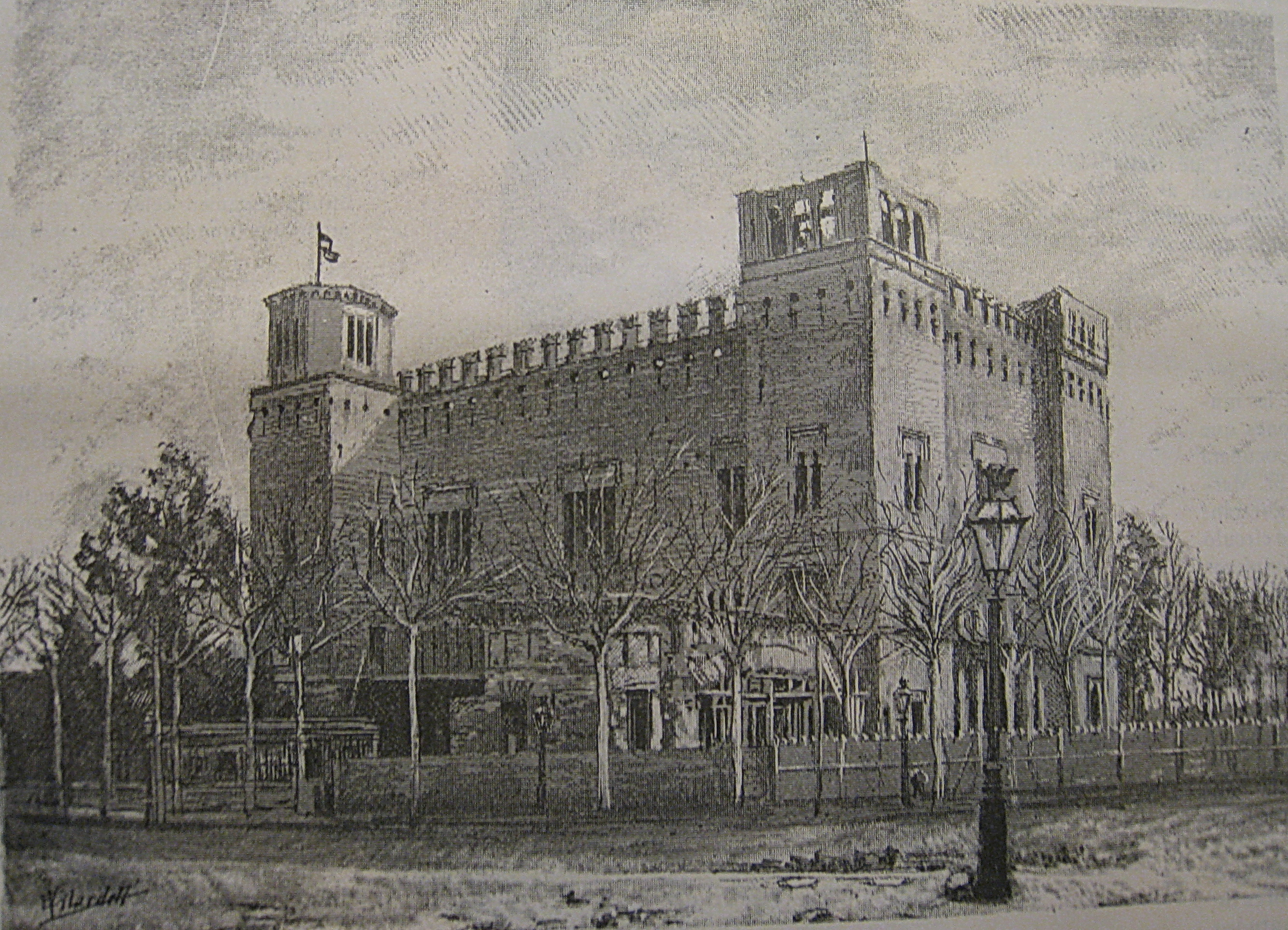
El edificio en construcción, abril de 1888.

Construido con ladrillo visto y hierro laminado, es un edificio en forma de castillo coronado de almenas. Es de planta prácticamente cuadrada, con cuatro torres en los ángulos y pasadizos perimetrales que circulan entre una doble fachada. En su innovadora estructura diáfana de ladrillo visto y armazón de hierro también a la vista, se adelanta unos años a la propuesta similar que hará Hendrik Petrus Berlage en su proyecto para la Bolsa de Ámsterdam.
La decoración cerámica —con dibujos de Joan Llimona y Alexandre de Riquer (1888), y de Pius Font i Quer y Joan Baptista Aguilar-Amat (1927), escultura de Antoni Vilanova, ejecución de Alfons Juyol (1888) y González Hermanos (1927), y cerámica de Pujol i Bausis— se localiza en las almenas y los plafones en forma de escudo de la parte alta, que desglosan en azul sobre blanco un programa naturalista de plantas y animales, incluyendo un buen número de bebidas y licores. Los vitrales, desaparecidos en parte, son obra de Antoni Rigalt i Blanch.
Frente al edificio se encuentra la fuente de los Niños, obra de Josep Reynés (1893).